# Kamisama Kazoku
Kamisama Kazoku (神様家族) é uma série de anime fictícia baseada numa série de light novels de Yoshikazu Kuwashima, o qual estrelou em 18 de Maio de 2006 no Japão através da do canal Animax.

## Enredo
A história tem como protagonista Samatarou Kamiyama, que faz parte de uma família com poderes considerados divinos a qual vive no mundo dos humanos para que possam aprender mais sobre eles, de modo que Samatarou Kamiyama possa se tornar um bom Deus quando ele suceder seu pai nesta tarefa. Para ajudá-lo, ele conta com a Tenko, o anjo da guarda de Samatarou desde que ele nasceu. Um dia ele conhece Kumiko Komori, uma garota que se transfere para o colégio deles, e decide conquistá-la sem depender dos poderes de qualquer um de sua família.

## Personagens

### Samatarou Kamiyama
Samatarou é um garoto de olhos e cabelos azuis, filho de um deus (kami) e uma deusa (megami), o qual estuda a humanidade na Terra de modo a poder se tornar uma divindade melhor quando ele suceder seu pai. Samatarou não é humano, fato que é evindeciado quando ele menciona que nunca se sentiu faminto ou pelo comentário de Tenko que ele não deve ser tão afetado pela dor quando ela o soca. Samatarou não parece ser capaz de controlar seus poderes corretamente, embora ele seja capaz de se comunicar telepaticamente, usando uma forma chibi, além de outras habilidades usadas com pouca frequência. Samatarou é de uma personalidade bondosa, corajoso e determinado, mas ele facilmente fica embaraçado com as intervenções que sua família faz em sua vida. Antes de se apaixonar por Kumiko, ele não dava muito valor à sua vida na Terra, aonde ele tinha tudo que desejava e não precisava se preocupar com nada.

### Tenko
Tenko é um anjo de cabelos e olhos róseos, que nasceu no mesmo dia que Samatarou nasceu, para ser sua guardiã e guia até que ele ficasse pronto para seguir em frente por si só. Ela cresceu com Samatarou e, ao mesmo tempo, foi se ligando cada vez mais a ele. Isso não impede que ela aja como a consciência de Samatarou e o puna às vezes pelo que ela considera como atos impuros. Tenko tenta ajudar seu protegido na sua relação com o seu primeiro amor, apenas para perceber emoções conflitantes quando ela se dá conta de seus próprios sentimentos. Apesar de ter uma grande integridade e força de vontade, Tenko é inocente como uma criança e falta a ela conhecimento adequado de como os seres humanos são. Por exemplo, ela desconhecia o método de conceber bebês e acreditou na mesma explicação que foi dada à Meme, de que quando um garoto e uma garota se beijam, um bebê aparece numa cesta na frente de casa. Um traço que define Tenko é o de que quando ela se emociona, vapor erupta do topo de sua cabeça.

## Seiyus
Todos os nomes de personagens e dos atores estão na ordem ocidental (Nome próprio, nome de família)
| Personagem         | Seiyu            |
| ------------------ | ---------------- |
| Tenko              | Ami Koshimizu    |
| Samatarou Kamiyama | Daisuke Kishio   |
| Kumiko Komori      | Ai Maeda         |
| Osamu Kamiyama     | Masashi Ebara    |
| Venus Kamiyama     | Nanaho Katsuragi |
| Misa Kamiyama      | Yumi Touma       |
| Meme Kamiyama      | Akemi Kanda      |
| Lulu               | Ryou Hirohashi   |
| Lulu (child)       | Tomoko Kaneda    |
| Shinichi Kirishima | Hiroaki Miura    |
| Ai Tachibana       | Mamiko Noto      |
| Fumiko             | Mariko Kouda     |
| Suguru             | Yasuhiro Takato  |

## Músicas-tema
- De abertura: "Brand New Morning" por Mai Mizuhashi
- De encerramento: "Toshokan dewa Oshiete Kurenai, Tenshi no Himitsu" (図書館では教えてくれない、天使の秘密) por Miraku (Mai Mizuhashi, Mayu Kudou e Fumika Iwaki)